# Дом Эберга (Ростов-на-Дону)
Дом Эберга — дом в Ростове-на-Дону, в котором жил архитектор Леонид Фёдорович Эберг. Относится к выявленным объектам культурного наследия Ростова-на-Дону.
Адрес: Ростов-на-Дону, ул. Серафимовича, 76.

## История
Дом, в котором с 1934 по 1954 году жил и работал архитектор Л. Ф. Эберг, находится в Ростове-на-Дону на улице Серафимовича, 76.
Здание построено в 1934 году по проекту архитектора Л. Ф. Эберга в стиле конструктивизма на средства пайщиков. У здания было шесть владельцев. На первом этаже в квартире № 1 жила семья часовщика В. В. Михайлова. Его мастерская работала до самой войны в угловом доме на перекрестке улиц Дмитриевской и переулка Николаевского (ныне улица Шаумяна и переулок Семашко). Часовая мастерская работала и после войны до конца 1990-х годов, после чего была переоборудована в кафе. В квартире № 2 жил инженер А. И. Львов.
Квартиру № 3 на втором этаже занимал архитектор Л. Ф. Эберг, квартиру № 4 — детский врач Г. М. Мерейнес с женой и приёмной дочерью. Его пациентом одно время был сын народной артистки СССР Веры Петровны Марецкой, когда труппа режиссера Ю. Завадского выступала в Ростове-на-Дону в новом здании театра имени М. Горького.
На третьем этаже в квартире № 5 жил с семьей инженер-строитель Г. Ф. Перкун. С ним Л. Ф. Эберг в 1922 году создал строительную фирму «Перкун и Эберг», проработавшую несколько лет. В квартире № 6 жил юрист И. И. Шик.

## Архитектура
Дом Эберга расположен в центральной исторической части города. Дом трехэтажный, кирпичный, под скатной крышей. Композиция уличного фасада построена на контрасте кирпичной кладки и оштукатуренных участков стен. Архитектурный облик строения формируют узкие оконные проемы ее центральной раскреповки, балконы 2 и 3 этажей, узкий козырек над парадным входом со стороны улицы. Фасад здания оштукатурен, боковые стены — нет. Здание имеет полуподвальные помещения, там жители хранили дрова и уголь. В квартирах были большие печи, которые использовались для отопления и приготовления пищи.
Дом прямоугольный по плану. Основу планировки здания выполняет лестничная клетка и расположенные вокруг неё жилые квартиры. Квартира архитектора Л. Ф. Эберга находилась на втором этаже. В доме были только четырехкомнатные квартиры, по две на каждом этаже. Ныне её мемориальный облик утрачен.